# Exocentrus griseipennis
Exocentrus griseipennis là một loài bọ cánh cứng trong họ Cerambycidae.